# Otto Sammer
Otto Sammer (* 16. März 1914 in Schwabach; † 22. Juli 2004 in Passau) war ein deutscher Maler und Zeichner. Er war Mitglied der Donau-Wald-Gruppe.

## Leben
Otto Sammer legte 1934 das Abitur an der Oberrealschule Passau ab. Wegen einer Erkrankung wurde er 1936 vom Militärdienst befreit, 1937 zur Finanzverwaltung einberufen und 1940 nach Simbach am Inn dienstverpflichtet.
In Simbach wurde Josef Karl Nerud auf ihn aufmerksam und unterrichtete ihn. 1947 konnte er in Berlin in der Galerie Franz Werke vorlegen. Dort fand er Kontakt zu Prof. Bruno Weske, einem Schüler Karl Hofers. 1949 bis 1952 hielt sich Sammer in Paris und Collioure auf. Er pflegte dort Kontakt mit den Künstlern Théo Kerg und André Libion (1924–1993). Er heiratete 1954 die österreichische Schauspielerin Helga Ibounig (aus Ferlach?) und ließ sich in Passau nieder.
1948 wurde Otto Sammer Mitglied der Donau-Wald-Gruppe, er vermittelte über seine Kontakte mehrmals Ausstellungsorte in Südfrankreich, u. a. in Cagnes-sur-Mer. In den 1970er und 1980er Jahren wirkte er als Dozent an der Volkshochschule Passau.
Mit gezeichneten und aquarellierten Szenen aus Passau bediente er den lokalen Markt. Als Zeichner war er für Buch-Verlage und die Festspiele Europäische Wochen Passau tätig. Gemälde erwarben Stiftungen, Museen und wenige gezielt sammelnde Bürger. Gemeinsam mit seiner Frau prägte er Jahrzehnte die Kaffeehausszene (insbesondere das Café Hoft in der Ludwigstraße) in Passau, Pfeife rauchend, Zeitungen lesend und beiläufig zeichnend.

## Wirken
Ausstellungen (Auswahl)
- Otto Sammer, Sankt Anna-Kapelle, Passau: 6. März bis 5. April 1999[3]
- Otto Sammer (1914–2004) – Zum 100. Geburtstag, Sankt Anna-Kapelle, Passau: 28. März bis 4. Mai 2014[4]
- Alwin Stützer & Otto Sammer, Museum Moderner Kunst (Passau), 13. Juli bis 29. September 2024[5]

Bekannte Werke (Auswahl)
- Schlossgarten Neuburg am Inn, Gouache, 1949, Museum Moderner Kunst Passau – Stiftung Wörlen, Inv. Nr. MMK-G-0911
- Kreuzweg in 15 Stationen, Kirche St. Konrad in Passau-Hacklberg, Glasgemälde, je 80 × 80 cm, 1965
- Erinnerung an den See, Gemälde auf Papier, 26,5 × 46,3 cm, wohl 1951, doppelseitig, Bayerische Staatsgemäldesammlungen – Sammlung Moderne Kunst in der Pinakothek der Moderne München, Inv. Nr. 11266[6]
- Spiel um einen Segler, Ölgemälde auf Pappe, 38,5 × 50 cm, 1955, Bayerische Staatsgemäldesammlungen – Sammlung Moderne Kunst in der Pinakothek der Moderne München, Inv. Nr. 12311[7]
- Ohne Titel, Ölgemälde in Künstlerrahmen, 42 × 91 cm, 1960, Freilichtmuseum Finsterau[8]
- Stockholm, Zeichnung Tusche auf Papier, 27,2 × 41 cm, 1978, Domschatz- und Diözesanmuseum (Passau)
- See mit Segelschiffen, Kreide und Farbstift (?) auf Papier, 24 × 32,2 cm, 1982, Domschatz- und Diözesanmuseum Passau

Veröffentlichungen (Auswahl)
- Passau. An eine Stadt. Neue Presse Verlags-GmbH, Passau o. J. (1972), Auflage 200.
- (Text: Werner Reinisch, Hrsg.: Galerie Bayerischer): erlebt gezeichnet. Verlag Ernst Vögel, München 1979, ISBN 3-920896-57-2.
- (Text: Franz Kiener und Werner Reinisch, Hg.: Galerie Bayerischer Wald Anton Zollner): Ölgemälde Aquarelle Zeichnungen. KK-Verlag, Nürnberg 1982, ISBN 3-923768-01-X.
- Gezeichnete Briefe. Zeichnungen und ein Gespräch mit Thomas Reche. Refugium Verlag Passau, Passau 1989, ISBN 3-9801759-3-6.
- Otto Sammer: Fragmente. Aus dem Zyklus Mittelmeer. Verlag Thomas Reche, Passau 1993, ISBN 3-929566-00-1.
- Otto Sammer: Haltestellen. Zeichnungen aus sechzig Jahren mit Texten des Künstlers. Verlag Thomas Reche, Passau 2004, ISBN 3-929566-44-3.

## Ehrungen
- 1956 Premio Agrigento die pittura paestica per artisti stranieri
- 1974 Kulturpreis Ostbayern
- 1980 Verdienstorden der Bundesrepublik Deutschland
- 1987 Kultureller Ehrenbrief der Stadt Passau